# الانتخابات العامة في نيكاراغوا 2021
جرت الانتخابات العامة في نيكاراغوا في 7 نوفمبر 2021 لانتخاب الرئيس والجمعية الوطنية وأعضاء برلمان أمريكا الوسطى.
وقد ترشح رئيس جبهة التحرير الوطني الساندينية دانييل أورتيجا لإعادة انتخابه. اعتقلت الحكومة خمسة مرشحين سابقين للمعارضة للرئاسة في يونيو 2021 وهم: كريستيانا تشامورو باريوس، أرتورو كروز جونيور، فيليكس مارادياغا، خوان سيباستيان تشامورو وميغيل مورا. وفي يوليو قُبض على المرشحين ميداردو مايرينا ونويل فيدوري، وخرج لويس فلي وماريا أسونسيون مورينو إلى خارج البلاد بسبب تهديدات بالاعتقال.
سجل المرشحون في 2 أغسطس 2021. وفي 3 أغسطس، وُضعت بيرينيس كويزادا، المرشحة لمنصب نائب الرئيس، قيد الإقامة الجبرية واستُبعدت من الأهلية. وجرى تعليق وضع حزبها، مواطنون من أجل الحرية، ومرشحه الرئاسي أوسكار سوبالفارو، من قِبل المجلس الأعلى للانتخابات في الأسبوع التالي واستقال مرشح الحزب الليبرالي الدستوري ميلتون أرشيا احتجاجًا على ذلك.
يُنظر إلى الانتخابات على نطاق واسع على أنها انتخابات زائفة، حيث اعتقل أورتيجا معظم خصومه السياسيين قبل الانتخابات. وقد صرح الرئيس الأمريكي جو بايدن بأنها انتخابات صورية، وحذر من فرض عقوبات على نيكاراغوا.

## النظام الانتخابي
يُنتخب رئيس نيكاراغوا باستخدام نظام الفوز للأكثر أصواتًا.
يجري انتخاب أعضاء الجمعية الوطنية البالغ عددهم 90 عضوًا بطريقتين؛ يُنتخب 20 عضوًا من دائرة انتخابية واحدة على مستوى الدولة، بينما يُنتخب 70 عضوًا من 17 دائرة انتخابية متعددة الأعضاء تتراوح في الحجم من 2 إلى 19 مقعدًا. يجري كلا النوعين من الانتخابات باستخدام التمثيل النسبي للقائمة المغلقة بدون حد انتخابي. وهناك مقعدان آخران محجوزان لمن يحل في المركز الثاني في الانتخابات الرئاسية والرئيس المنتهية ولايته (أو نائب الرئيس).
يجب أن تشتمل قوائم المرشحين للجمعية الوطنية وبرلمان أمريكا الوسطى على عدد متساوٍ من المرشحين من الذكور والإناث.

## المرشحون للرئاسة
من بين المرشحين للرئاسة الرئيس الحالي دانيال أورتيغا من جبهة التحرير الوطنية الساندينية ويواجهه عدة مرشحون من بينهم زعيم عمال المزارع ميداردو مايرينا والصحفي ميغيل مورا والعالم السياسي فيليكس مارادياغا والاقتصادي خوان سيباستيان تشامورو والصحفي كريستيانا تشامورو باريوس والناشط جورج هنريكيز وسفير أورتيجا السابق لدى الولايات المتحدة. الولايات أرتورو كروز الابن وزعيم المتمردين السابق لويس فلي.

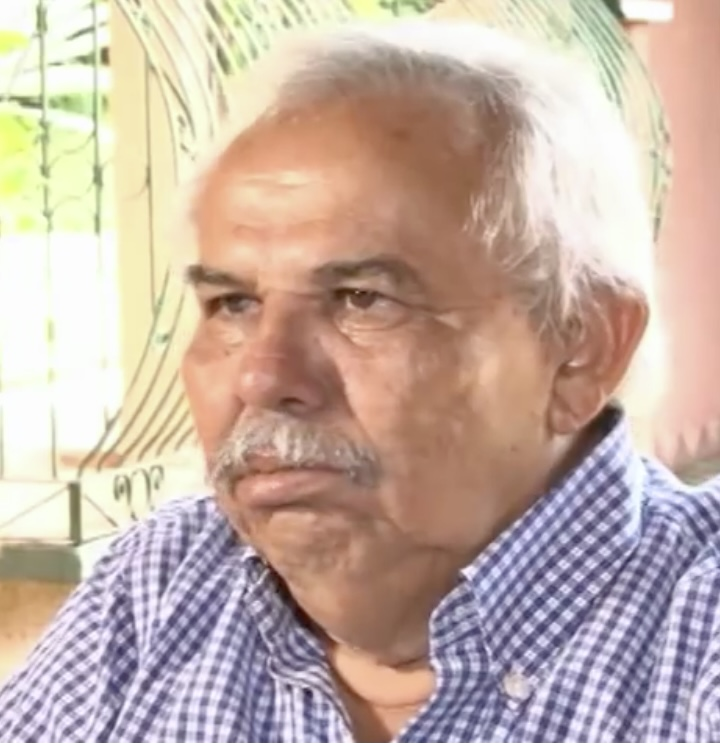
ميلتون اركيا (استقال)
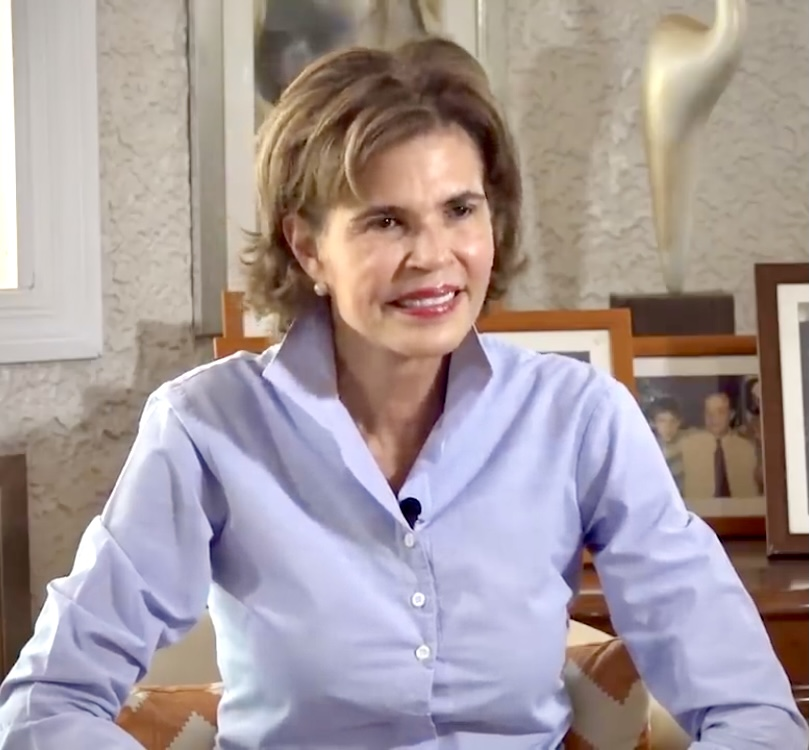
كريستيانا تشامورو باريوس  [لغات أخرى]‏ (ألقي القبض عليها)
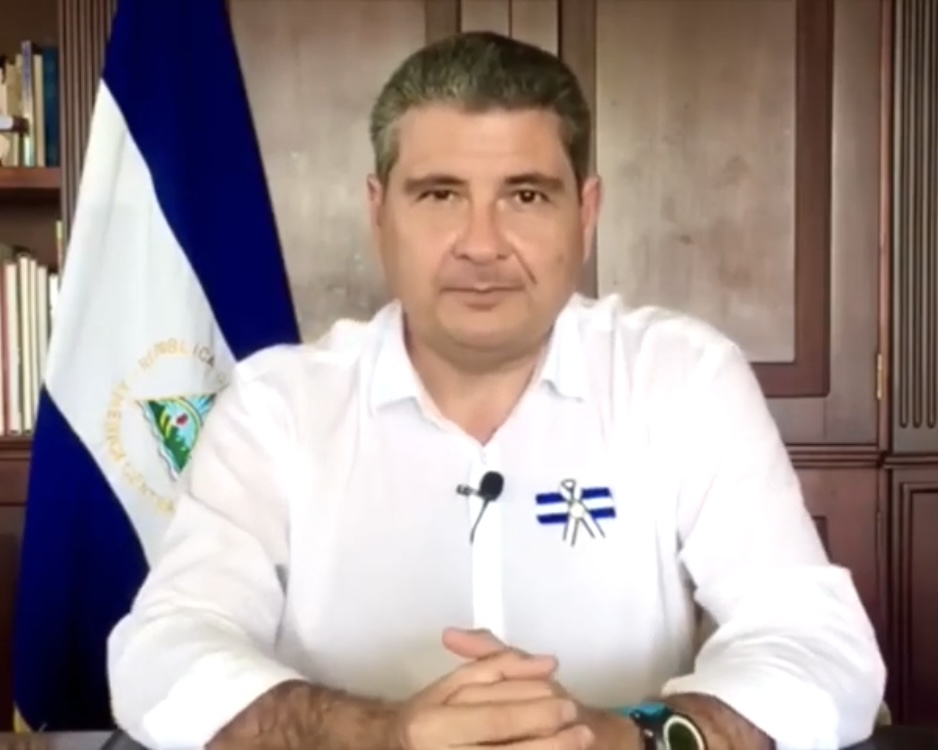
خوان سيباستيان تشامورو  [لغات أخرى]‏ (ألقي القبض عليه)
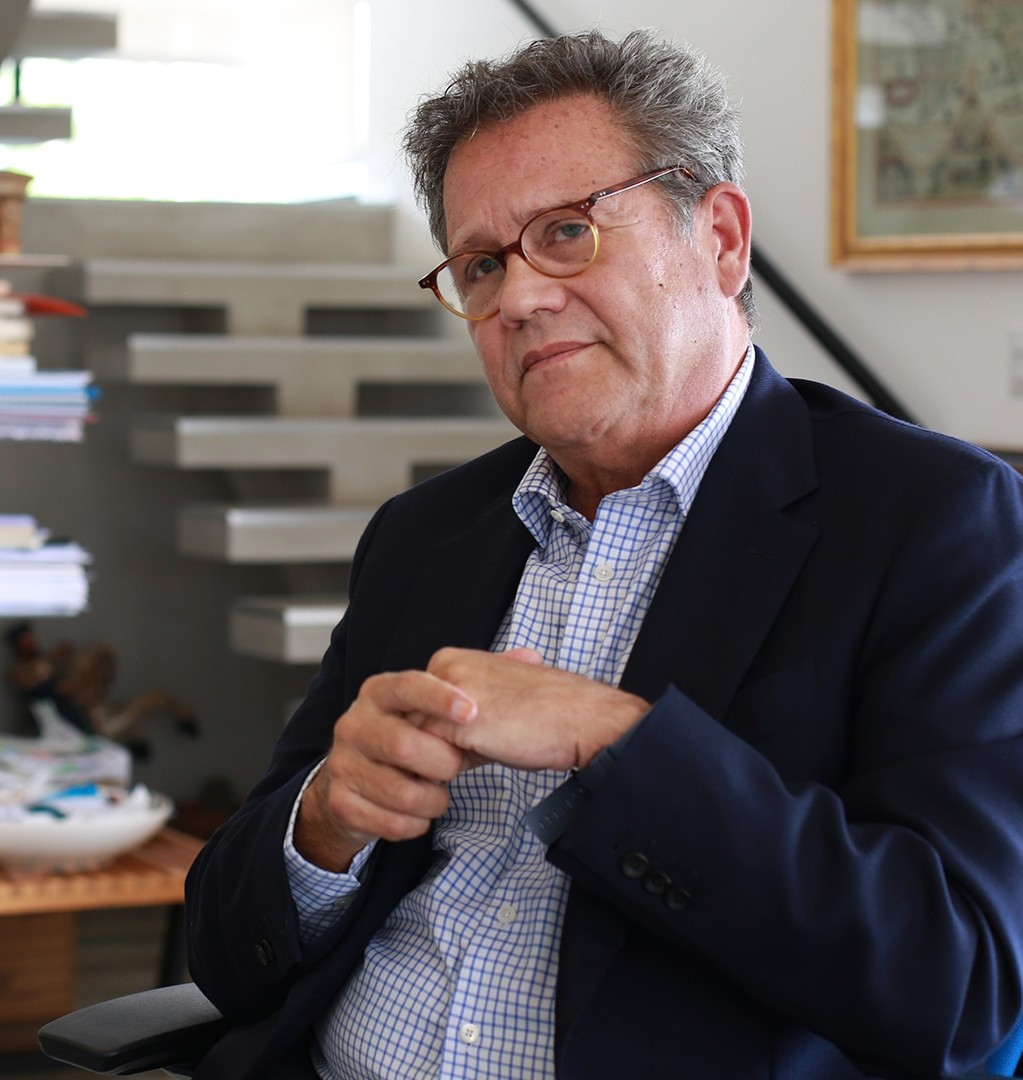
أرتورو كروز جونيور (اعتقل)
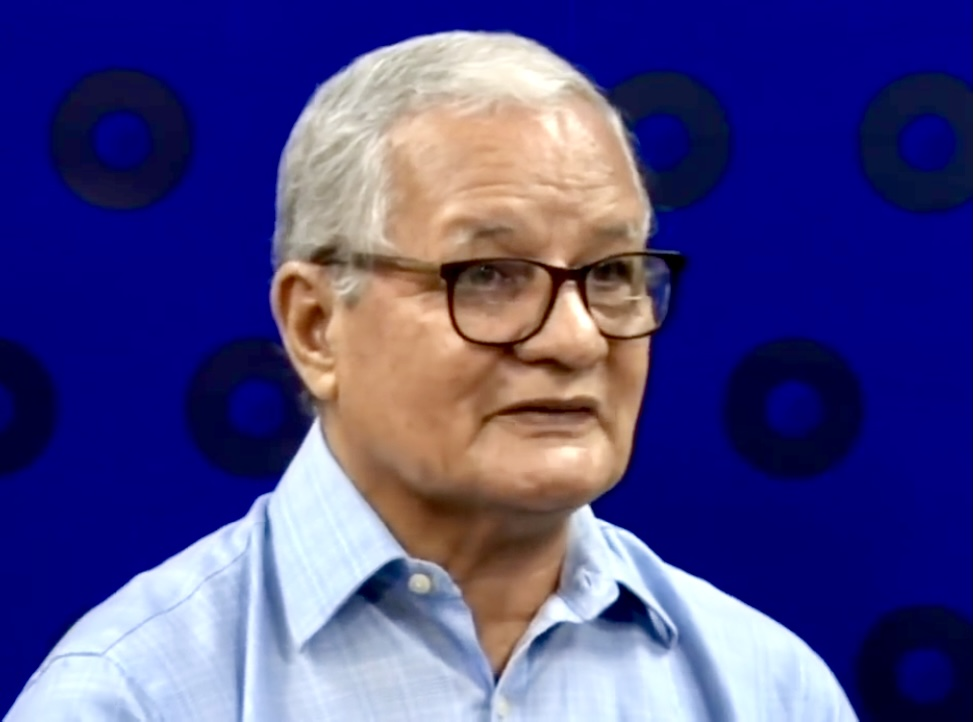
لويس فلي  [لغات أخرى]‏ (منفى)
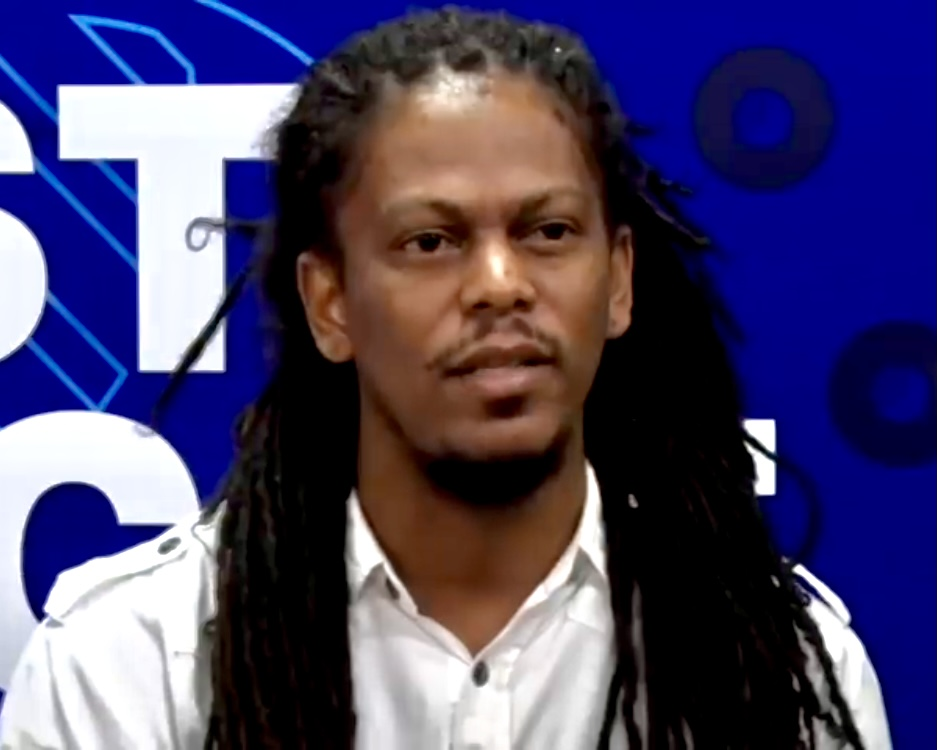
جورج هنريكيز  [لغات أخرى]‏
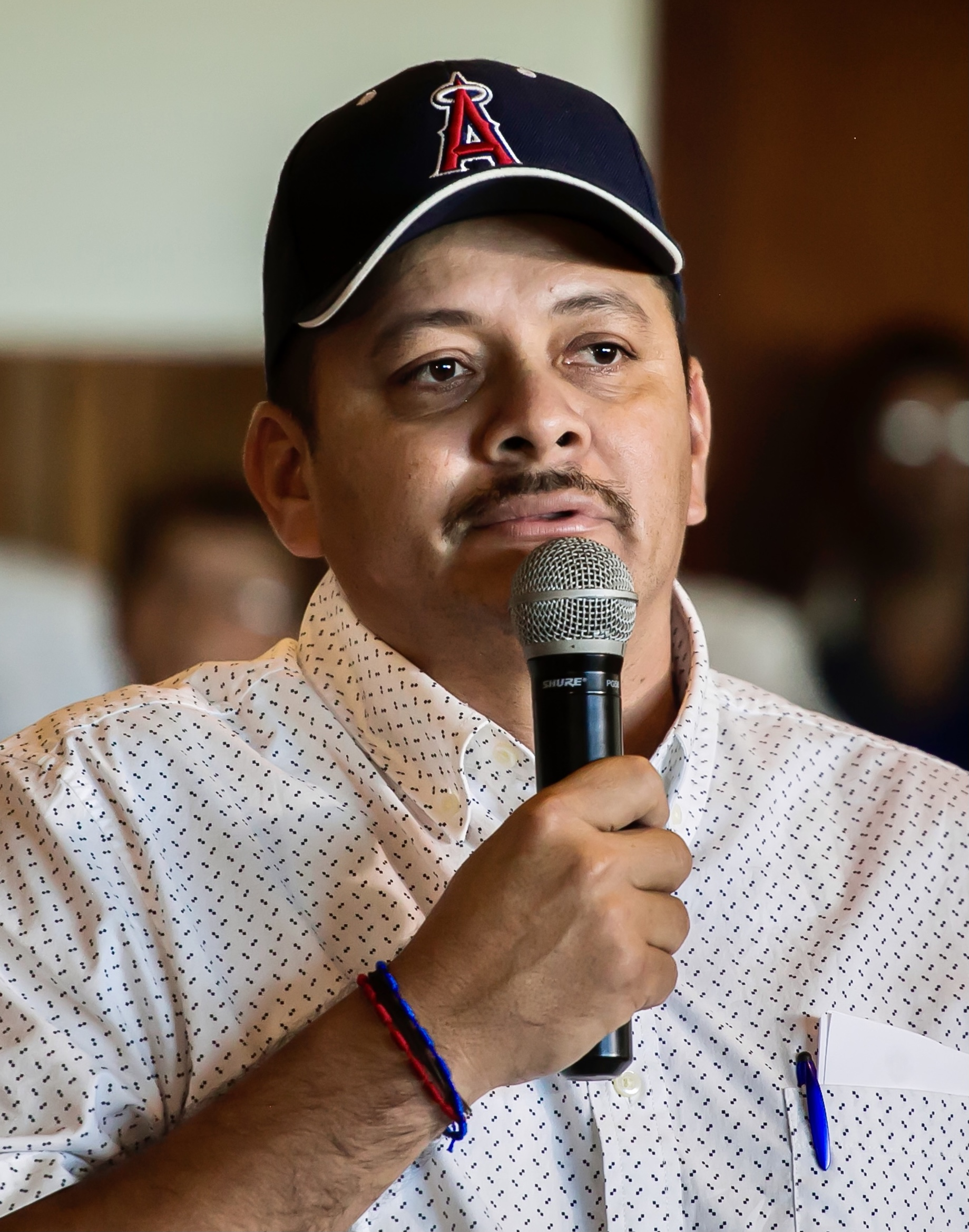
ميداردو مايرينا  [لغات أخرى]‏ (مقبوض عليه)
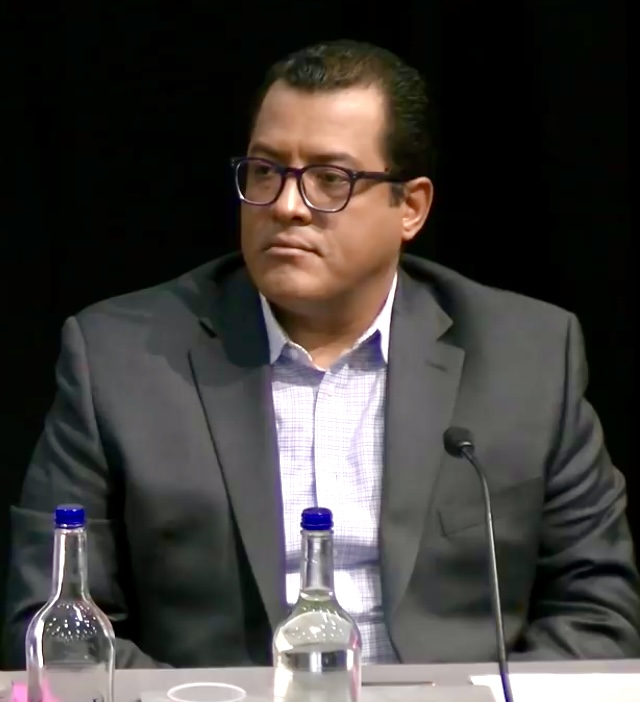
فيليكس مارادياغا  [لغات أخرى]‏ (مقبوض عليه)
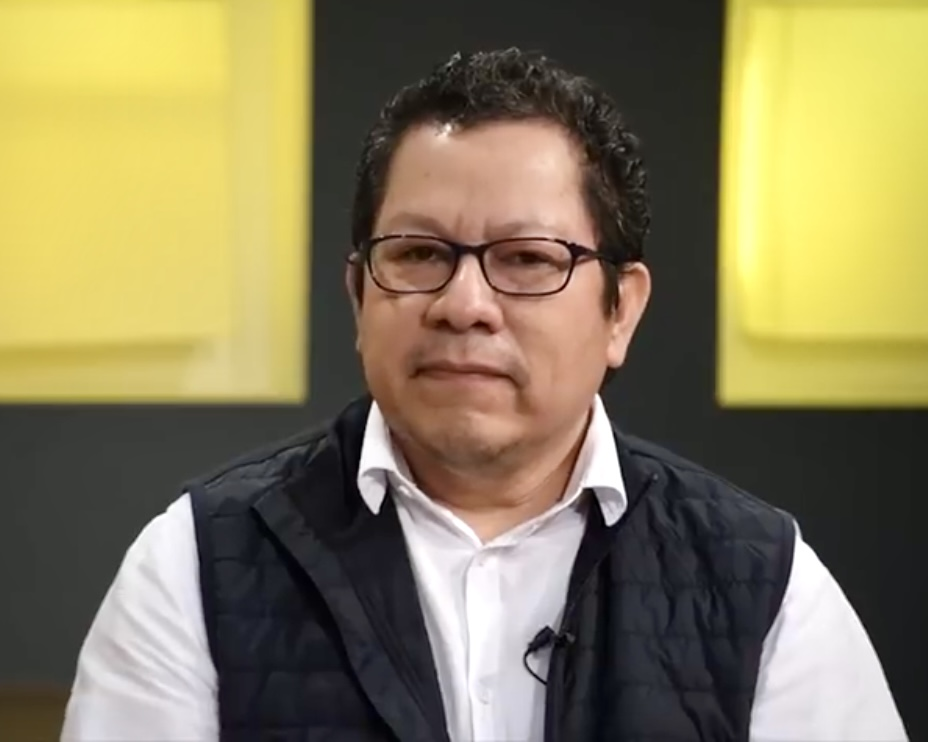
ميغيل مورا (مقبوض عليه)
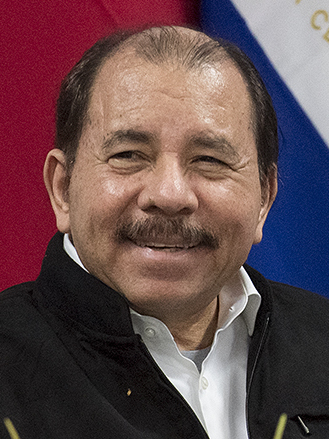
دانيال أورتيجا (الرئيس الحالي)
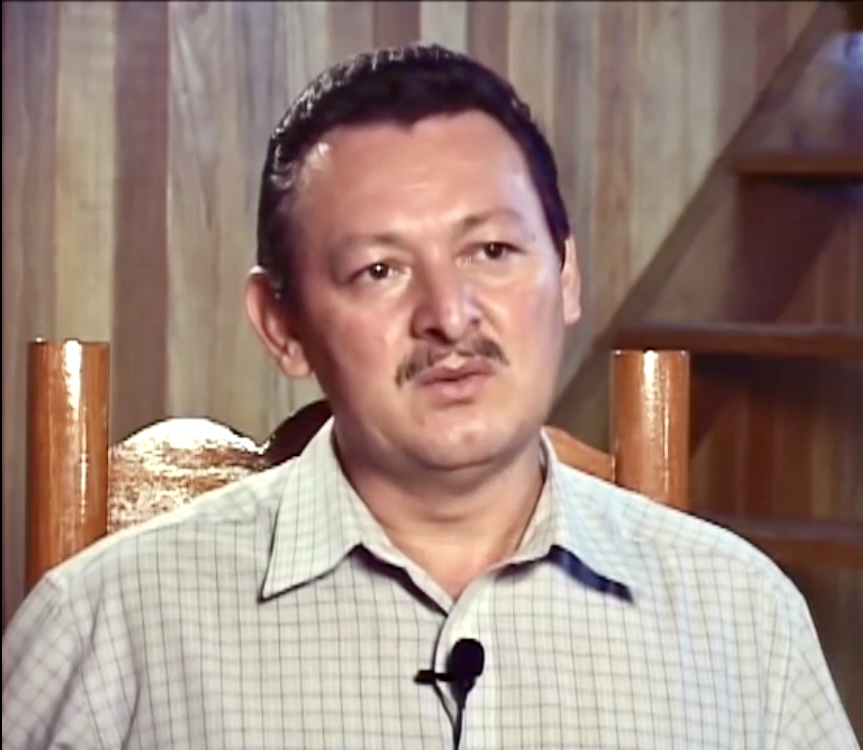
أوسكار سوبالفارو  [لغات أخرى]‏ (مع وقف التنفيذ)
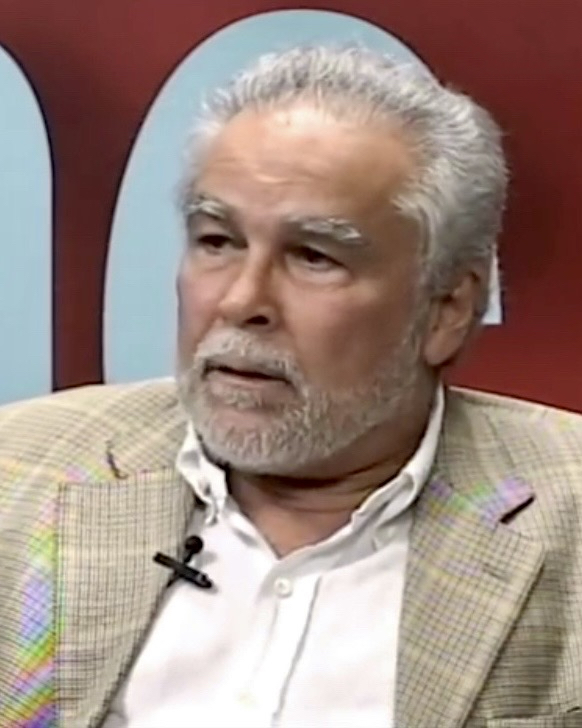
نويل فيدوري (ألقي القبض عليه)

## ما قبل الحملة
في مايو، ألغى المجلس الأعلى للانتخابات في نيكاراغوا الوضع القانوني لحزب المعارضة «حزب الإصلاح الديمقراطي».
في الأسبوع نفسه، فتحت حكومة أورتيغا تحقيقًا في عمل كريستيانا تشامورو في مؤسسة فيوليتا باريوس دي تشامورو، بدعوى غسل الأموال، وهددت ذلك باستبعاد ترشيحها لأن الأشخاص قيد التحقيق ممنوعون من الترشح. في اليوم الذي جرى فيه استدعاء تشامورو للاستجواب، داهمت الشرطة أيضًا المكاتب الإخبارية للقناة الإعلامية، Confidencial، للمملوكة لشقيقها كارلوس، وصادرت معدات واعتقلت مصورًا. أعلنت تشامورو لاحقًا أنها ستنضم إلى الانتخابات التمهيدية، إلى جانب سبعة مرشحين آخرين، لحزب المواطنين من أجل الحرية (CxL)، وهو حزب المعارضة الوحيد المتبقي المؤهل قانونيًا لتقديم مرشح في انتخابات نوفمبر 2021. أعلنت حكومة أورتيغا بعد ذلك أنها غير مؤهلة للترشح. وأصدر الأمين العام لمنظمة الدول الأمريكية، لويس الماجرو، بيانًا قال فيه: «إن مثل هذه الإجراءات تنزع المصداقية السياسية من الحكومة ومنظمي العملية الانتخابية». وفي 2 يونيو، داهمت الحكومة منزل تشامورو واحتجزتها قبل 15 دقيقة من الموعد المقرر لعقد مؤتمر صحفي لها. وانتقد الماجرو الاعتقال.
في 5 يونيو، اعتقلت إدارة أورتيغا أرتورو كروز. وهو محتجز بسبب مزاعم بأنه «هاجم المجتمع النيكاراغوي وحقوق الشعب» في انتهاك للقانون 1055، الذي صدر في ديسمبر 2020، وهو «قانون الدفاع عن حقوق الشعب في الاستقلال والسيادة وتقرير المصير من أجل السلام»، أطلق عليه النقاد«قانون المقصلة».
في 8 يونيو، اعتقلت الحكومة فيليكس مارادياغا، زعيم الجماعة المعارضة «الوحدة الوطنية الأزرق والأبيض» (UNAB). في وقت لاحق من اليوم نفسه، اعتقلوا الاقتصادي خوان سيباستيان تشامورو، ابن عم كريستيانا ورابع مرشح سابق يجري اعتقاله. وتبع ذلك أيضًا اعتقال موظفي المرشحين وغيرهم من شخصيات المجتمع المدني. ولم يُسمح لأي منهم باستشارة المحامين.
في 15 يونيو، أصدر المجلس الدائم لمنظمة الدول الأمريكية بيانًا قال فيه إنه «يدين بشكل قاطع الاعتقال والمضايقة والقيود التعسفية المفروضة على المرشحين الرئاسيين المحتملين والأحزاب السياسية ووسائل الإعلام المستقلة» ودعا إلى «الإفراج الفوري عن المرشحين المحتملين وجميع السجناء السياسيين». وأيد البيان غالبية كبيرة من الدول الأعضاء (26). ومع ذلك، لم توقع المكسيك والأرجنتين، اللاعبان الإقليميان الرئيسيان، على القرار.
في 20 يونيو، اعتقلت الحكومة ميغيل مورا، المرشح السابق المنتسب لحزب الثورة الديموقراطية. بعد اعتقال مورا، استدعت المكسيك والأرجنتين سفيريهما من نيكاراغوا للتشاور، مشيرين إلى «الإجراءات السياسية والقانونية المقلقة التي نفذتها حكومة نيكاراغوا في الأيام الأخيرة والتي عرضت للخطر نزاهة وحرية شخصيات معارضة مختلفة (بما في ذلك المرشحين للرئاسة)، والنشطاء ورجال الأعمال في نيكاراغوا».
أُلقي القبض على زعيم الفلاحين ميداردو مايرينا ليلة 5 يوليو 2021، وهو المرشح السادس الذي جرى اعتقاله وواحد من حوالي عشرين من زعماء المعارضة والمدنيين الذين اعتقلتهم حكومة أورتيجا منذ بداية يونيو 2021. كما اعتُقل اثنين من قادة الفلاحين واثنين من قادة الطلاب في تلك الليلة. مثل معظم المعتقلين بالفعل، فهم متهمون بانتهاك القانون 1055، «القيام بأعمال تقوض الاستقلال والسيادة وتقرير المصير». وحُكم على جميع المعتقلين بـ 90 يومًا من الحبس الاحتياطي.
في 9 يوليو، أعلنت أستاذة القانون ومحامية التحالف المدني ماريا أسونسيون مورينو عن نيتها التسجيل كمرشحة أولية لدى CxL. في اليوم التالي، تلقت استدعاءً من الحكومة، وبعد ورود معلومات تفيد بالاعتقال، اختبأت ثم خرجت في وقت لاحق إلى خارج البلاد.
في 12 يوليو، أكد لويس فلاي أنه ذهب إلى خارج البلاد رداً على «تهديدات من الديكتاتورية باعتقالي». كما سحب ترشيحه، قائلاً إنه مع وجود العديد من المرشحين المسجونين، فإن الانتخابات قد جرى التنازل عنها بالفعل وأن استمرار ترشيحه لن يؤدي إلا إلى مصلحة أورتيجا.
أعلنت كيتي مونتيري، رئيسة CxL، أن المرشحين الأساسيين هما Noel Vidaurre وAmérico Treminio. ومع ذلك، تمت إضافة زعيم كونترا السابق ونائب رئيس CxL أوسكار سوبالفارو إلى القائمة في 24 يوليو.
في وقت لاحق في 24 يوليو، أعلنت الحكومة عن التحقيق ثم اعتقال المرشح السابق Noel Vidaurre، الذي ناغس أورتيجا في الانتخابات السابقة. وكما هو الحال مع معظم المرشحين الآخرين، فإن فيدوري متهم بانتهاك القانون 1055، بارتكاب «خيانة للوطن». وهو محتجز تحت حراسة الشرطة بمنزله.

## الحملة الانتخابية
بنهاية إجراءات الترشيح في 2 أغسطس 2021، أعلن CxL أن مرشحها هو Sobalvarro ومعه ملكة جمال نيكاراغوا Berenice Quezada كنائبة له. قام الحزب الدستوري الليبرالي (PLC) بترشيح ميلتون أرشيا وماريا دولوريس مونكادا.
في 3 أغسطس، وُضعت برنيس كويزادا قيد الإقامة الجبرية ومُنعت من الترشح.
في 6 أغسطس، عقب شكوى من رئيسة المجلس التشريعي ماريا هايدي أوسونا وبقية أعضاء المجلس التشريعي بأن رئيسة CxL كيتي مونتيري كانت مزدوجة الجنسية، ألغى المجلس الانتخابي الأعلى الوضع القانوني لـ CxL وأصدر تعليمات للهيئة الإدارية ذات الصلة بإلغاء ترشح مونتيري وسحب بطاقة الهوية الوطنية منها. استقال اركيا، مرشح المجلس التشريعي، احتجاجًا على دور المجلس التشريعي في الأحداث؛ وجرى استبداله على الفور بنائب الجمعية الوطنية في المجلس التشريعي والتر إسبينوزا. في 11 أغسطس، استقالت ماريا دولوريس مونكادا، المرشحة لمنصب نائب الرئيس في المجلس التشريعي.